# Atlanta Open 2021
Atlanta Open 2021 (còn được biết đến với Truist Atlanta Open vì lý do tài trợ) là một giải quần vợt chuyên nghiệp thi đấu trên mặt sân cứng. Đây là lần thứ 33 giải đấu được tổ chức, và là một phần của ATP Tour 2021. Giải đấu diễn ra tại Atlantic Station ở Atlanta, Hoa Kỳ từ ngày 24 tháng 7 đến ngày 1 tháng 8 năm 2021.

## Nội dung đơn

### Hạt giống
| Quốc gia | Tay vợt        | Xếp hạng1 | Hạt giống |
| -------- | -------------- | --------- | --------- |
| CAN      | Milos Raonic   | 22        | 1         |
| ITA      | Jannik Sinner  | 23        | 2         |
| GBR      | Cameron Norrie | 30        | 3         |
| USA      | Reilly Opelka  | 32        | 4         |
| USA      | Taylor Fritz   | 37        | 5         |
| USA      | John Isner     | 39        | 6         |
| FRA      | Benoît Paire   | 49        | 7         |
| RSA      | Lloyd Harris   | 51        | 8         |

- 1 Bảng xếp hạng vào ngày 19 tháng 7 năm 2021.[2]

### Vận động viên khác
Đặc cách:
- Trent Bryde
- Milos Raonic
- Jack Sock

Bảo toàn thứ hạng:
- J.J. Wolf

Miễn đặc biệt:
- Brandon Nakashima

Vượt qua vòng loại:
- Evgeny Donskoy
- Bjorn Fratangelo
- Peter Gojowczyk
- Christopher O'Connell

### Rút lui
Trước giải đấu
- Grigor Dimitrov → thay thế bởi  Yasutaka Uchiyama
- Egor Gerasimov → thay thế bởi  Mackenzie McDonald
- Sebastian Korda → thay thế bởi  Denis Kudla
- Adrian Mannarino → thay thế bởi  Ričardas Berankis
- Tommy Paul → thay thế bởi  Andreas Seppi
- Guido Pella → thay thế bởi  Kevin Anderson

## Nội dung đôi

### Hạt giống
| Quốc gia | Tay vợt              | Quốc gia | Tay vợt            | Xếp hạng1 | Hạt giống |
| -------- | -------------------- | -------- | ------------------ | --------- | --------- |
| GBR      | Luke Bambridge       | GBR      | Ken Skupski        | 124       | 1         |
| ISR      | Jonathan Erlich      | MEX      | Santiago González  | 124       | 2         |
| PAK      | Aisam-ul-Haq Qureshi | IND      | Divij Sharan       | 138       | 3         |
| AUS      | Matthew Ebden        | AUS      | John-Patrick Smith | 147       | 4         |

- 1 Bảng xếp hạng vào ngày 19 tháng 7 năm 2021.

### Vận động viên khác
Đặc cách:
- Keshav Chopra /  Andres Martin
- Nick Kyrgios /  Jack Sock

## Nhà vô địch

### Đơn
- John Isner đánh bại  Brandon Nakashima, 7–6(10–8), 7–5

### Đôi
- Reilly Opelka /  Jannik Sinner đánh bại  Steve Johnson /  Jordan Thompson, 6–4, 6–7(6–8), [10–3].